# All I Have
"All I Have" é uma canção da cantora americana Jennifer Lopez, do seu álbum This Is Me… Then. A música foi lançada como single em parceria com o rapper americano LL Cool J em 2002. A música ficou em primeiro lugar na Billboard Hot 100, na Nova Zelândia o single também ficou em primeiro lugar.

## Videoclipe
O videoclipe foi  filmado de 28 de setembro de 2002 a 1 de outubro de 2002. Nova Iorque. O clipe foi dirigido por Dave Meyers. No videoclipe Jennifer termina o seu relacionamento com o seu namorado, interpretado por LL Cool J.

## Faixas e formatos
| Reino Unido CD single |                                                                               |         |  |
| N.º                   | Título                                                                        | Duração |  |
| 1.                    | "All I Have" (com LL Cool J)                                                  | 4:15    |  |
| 2.                    | "Jenny From The Block" (Remix - Everbots Showtime Mix Radio Edit (Version 2)) | 3:44    |  |
| 3.                    | "Jenny From The Block" (Seismic Crew's Latino Disco Trip Radio Edit)          | 3:26    |  |
| 4.                    | "Lovin' You" (Album Version)                                                  | 3:46    |  |
| 5.                    | "All I Have" (Instrumental)                                                   | 4:15    |  |
| 6.                    | "All I Have" (videoclipe)                                                     | 4:17    |  |

| Canadá CD single |                                                          |         |  |
| N.º              | Título                                                   | Duração |  |
| 1.               | "All I Have" (com LL Cool J)                             | 4:15    |  |
| 2.               | "Jenny From The Block" (Seismic Crew's Latin Disco Trip) | 6:41    |  |
| 3.               | "Jenny From The Block" (Everbots Showtime Mix)           | 6:00    |  |

## Prêmios e indicações
| Ano  | Prêmiação                         | Categoria                        | Resultado |
| ---- | --------------------------------- | -------------------------------- | --------- |
| 2004 | ASCAP Awards                      | Canção Mais Executada            | Venceu    |
| 2004 | BMI Awards                        | Canção Vencedora                 | Venceu    |
| 2004 | Groovevolt Music & Fashion Awards | Melhor Colaboração, Duo ou Grupo | Indicado  |
| 2004 | Teen Choice Awards                | Escolha de Melhor Colaboração    | Indicado  |
| 2004 | Teen Choice Awards                | Escolha de Melhor Single Musical | Indicado  |